# Вирусни хепатитис
Вирусни хепатитиси, у народу познати као заразна жутица, представљају запаљење јетре које захвата јетру у целини. Вируси хепатитиса су добили називе према абецеди: вирус хепатитиса А, Б, Ц, Д, Е, Г, a у новије време помиње се и ТТ вирус. Заједничка особина им је да првенствено нападају јетру, мада могу довести до оштећења и других органа и ткива. Пут инфекције је различит. Вируси хепатитиса А и Е се излучују из организма столицом, а уносе преко уста. Вируси хепатитиса Б, Ц, Д, Г и ТТ се уносе парентералним путем, што значи путем загађене крви, секрета или екскрета. Неки од њих дају самоограничавајуће запаљење јетре као што је вирус хепатитиса А и Е. Нема хроничног носилаштва вируса, нити хроничног запаљења јетре, цирозе јетре или примарног карцинома јетре. Изузетно ретко оболели од хепатитиса А може завршити неповољно, a E има лош исход само за труднице, што је описано у ендемичним подручјима, као што је Азија. Хепатитис Б, Ц и Д могу дати хронично носилаштво, хронично запаљење јетре, цирозу и примарни карцином јетре.
За хепатитис Б постоји специфична превенција - серум и вакцина.
За хепатитис Ц нема ни серума ни вакцине. То је веома променљив вирус који има шест основних типова и 100 подтипова. Ако се да вакцина за један, пацијент је незаштићен за све остале. Ради се о вирусу који стално мутира.
На основу једног од истраживања дошло се до податка да је од 70 испитаника који су били заражени хепатитисом Ц, био само један који је имао сиду. Хепатитисом Б тренутно је у свету хронично инфицирано 350 милиона људи, а годишња смртност је 1,3-1,5 милиона. Хепатитисом Ц је хронично инфицирано 170 милиона, а годишње умире око 250.000 људи. Појављује се податак да вирусом Ц у Србији има заражених око 80.000. Само сваки четврти пацијент свестан да има хепатитис Ц или Б. Разлог за то је што ове инфекције дуго остају без симптома болести па се не препознају.
Код вирусних хепатитиса неспецифична превенција се примењује код свих. Код А и Е је битно да руке буду чисте, да храна и вода буду хигијенски исправни. Постоји и специфична превенција. За хепатитис А су серум (гамаглобулин) и вакцина. За хепатитис Е нема специфичне превенције. кад су у питању хепатитис Б и Ц ситуација је сложенија јер се ради о далеко опаснијим вирусима. Ови вируси могу да се спрече ако им се пресече пут инфекције. Ови вируси не иду ваздухом и не преносе их комарци. He зна се поуздано да ли иду преко уста, али се преносе сексуалним путем, посебно вирус Б.